# Tocro de Guyane
Odontophorus gujanensis
Espèce
Statut de conservation UICN

 LC  : Préoccupation mineure
Le Tocro de Guyane (Odontophorus gujanensis) est une espèce d'oiseau de la famille des Odontophoridae.

## Description
Cet oiseau mesure environ 25 cm de longueur. Son plumage est brunâtre. Il présente des cercles orbitaux rouges et des iris sombres.

## Répartition
Le Tocro de Guyane vit en Bolivie, au Brésil, en Colombie, au Costa Rica, en Équateur, en Guyane française, au Guyana, au Panama, au Pérou, au Suriname et au Venezuela.

## Habitat
Son habitat naturel est la forêt tropicale ou subtropicale humide de basse altitude (jusqu'à 1 200 m).

## Liste des sous-espèces
Selon la classification de référence du Congrès ornithologique international (version 15.1, 2025) :
- Odontophorus gujanensis castigatus Bangs, 1901 — sud-ouest du Costa Rica and nord-ouest du Panama ;
- Odontophorus gujanensis marmoratus (Gould, 1843) — est du Panama, nord de la Colombie et nord-ouest du Venezuela ;
- Odontophorus gujanensis medius Chapman, 1929 — sud du Venezuela and nord-ouest du Brésil ;
- Odontophorus gujanensis gujanensis (Gmelin, JF, 1789) — sud-est du Venezuela, Plateau des Guyanes, Brésil and nord du Paraguay ;
- Odontophorus gujanensis buckleyi Chubb, C, 1919 — sud et est de la Colombie, est de l'Équateur et nord du Pérou ;
- Odontophorus gujanensis rufogularis Blake, 1959 — nord-est du Pérou ;
- Odontophorus gujanensis pachyrhynchus Tschudi, 1844 — centre-est du Pérou et ouest de la Bolivie ;
- Odontophorus gujanensis simonsi Chubb, C, 1919 — nord et est de la Bolivie.